# Honda e
El Honda e es un automóvil eléctrico fabricado por Honda.
El proyecto fue presentado en 2017. La versión de producción se presentó en el Salón del Automóvil de Fráncfort de 2019, aunque previamente se mostraron algunas imágenes y especificaciones técnicas. Las ventas en Europa se iniciaron a mediados de 2020 hasta 2023 en Europa y 2024 en Japón. Tiene una batería de 35,5 kWh que le proporciona una autonomía de 220 km según WLTP. Velocidad máxima de 145 km/h. Acelera de 0 a 100 km/h en 8,3 segundos. Dispone de cargador CCS Combo. 
Mide 3,9 m de longitud, 1,75 m de anchura y 1,5 m de altura.

## Enlaces externos

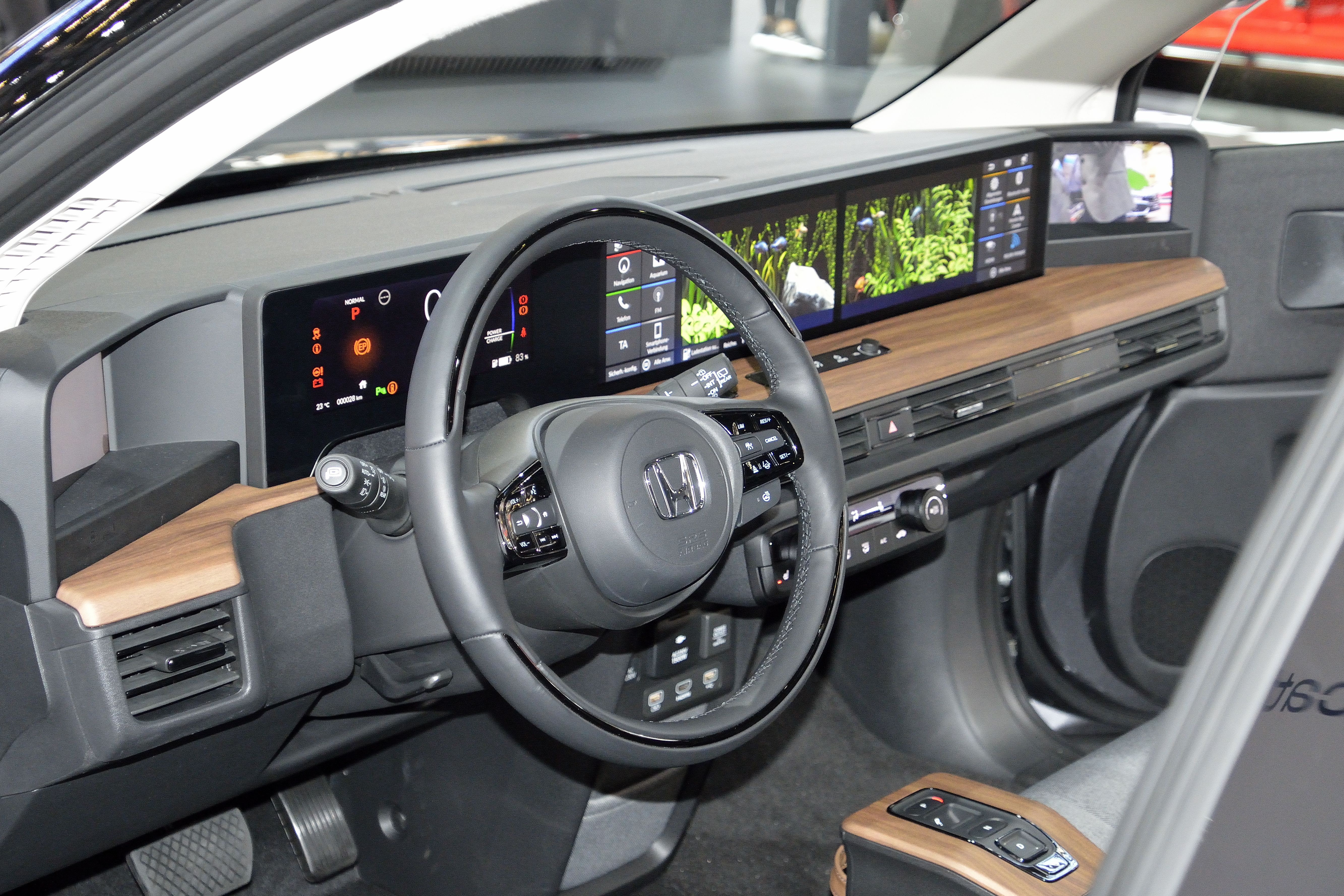
Honda e vista del interior.